# Свети Атанасије (Лерин)
Свети Атанасије (грч. Άγιος Αθανάσιος, Ајос Атанасиос) је насељено место у општини Лерин у периферији Западна Македонија, Грчка. Према попису из 2021. године било је 36 становника.
Насеље је подигнуто седамдесетих година 20. века и носи назив по оближњој цркви. Први пут се помиње на попису из 1981. године са 10 становника.